# 大仁神社
大仁神社（おおひとじんじゃ）は、静岡県伊豆の国市大仁にある、山王信仰（日吉神社・日枝神社・山王神社）系統の神社。
裏山には、1977年（昭和52年）10月10日に誕生した、約600本の梅が植えられた大仁梅林（おおひとばいりん）がある。

## 概要
伊豆箱根鉄道大仁駅から北東へ徒歩5分の小高い山上に鎮座している。
平安時代初期の大同年間（806年～810年）に、日吉大社から勧請して創建。
寛永2年（1625年）に火災により焼失し、正徳4年（1714年）に再建。文政12年（1829年）に再度火災により焼失し、弘化2年（1845年）に再度再建。
江戸時代までは山王社山王宮（さんのうしゃさんのうぐう）と称したが、明治元年（1868年）の神仏分離令によって、他の山王信仰（日吉神社・日枝神社・山王神社）系統の神社と同じく大山咋神を祭神とし、大山咋命神社（おおやまくいのみことじんじゃ）へと改名。その後、寛永17年（1640年）創建の八幡社などを合祀して、明治42年（1909年）に現社名へと改名。
1957年（昭和32年）10月には、第12回国民体育大会の相撲大会競技場となる。
1962年（昭和37年）10月には、老朽化した社殿を再建した。
11月3日の例大祭に行われる種蒔三番叟は、市の無形民俗文化財に指定されている。

## 祭神
- 大山咋命

相殿
- 誉田別命
- 倉稲魂命
- 火産霊命

## 境内社
- 稲荷神社